# Oliver Reck
Oliver Reck (født 27. februar 1965 i Frankfurt, Vesttyskland) er en tysk tidligere fodboldmålmand og nuværende -træner.
Han spillede for tre tyske klubber som senior: Kickers Offenbach (1983-1985), Werder Bremen (1985-1998) og Schalke 04 (1998-2003). Han havde stor succes, specielt i de to sidstnævnte klubber, hvor han var med til at blive tysk mester to 
gange, vinde pokalturneringen to gange og den europæiske pokalvinderturnering med Bremen  samt vinde to pokalsejre med Schalke.
Han var med til OL 1988 i Seoul for Vesttyskland, der vandt bronze ved den lejlighed, men han kom ikke i kamp. Han var også en del af det tyske landshold, der vandt guld ved EM i 1996 i England. Han var dog i hele turneringen reserve for førstevalget Andreas Köpke, og nåede kun at komme på banen i enkelt landskamp, en venskabskamp den 4. juni 1996 mod Liechtenstein.
Efter afslutningen af sin aktive karriere har Reck arbejdet som træner, både som målmandstræner og cheftræner, for Schalke 04, MSV Duisburg, Fortuna Düsseldorf og Kickers Offenbach, inden han blev SSV Jeddeloh i fjerdebedste række. Fra sommeren 2022 er han cheftræner i FC Rot-Weiß Koblenz, ligeledes i fjerdebedste række.

## Titler
Bundesligaen
- 1988 og 1993 med Werder Bremen

DFB-Pokal
- 1991 og 1994 med Werder Bremen
- 2001 og 2002 med Schalke 04

Pokalvindernes Europa Cup
- 1992 med Werder Bremen

Olympiske Lege
- Bronze ved Sommer-OL 1988 (Vesttyskland)

EM
- 1996 med Tyskland